# CCR9
Thụ thể chemokine C-C type 9 là một protein được mã hóa bởi gen CCR9 ở người.
CCR9 gần đây cũng được đặt tên là CDw199 (cụm biệt hóa w199).
Protein do gen này mã hóa là một thành viên của họ thụ thể chemokine beta. Protein này được dự đoán là một protein với 7 đoạn xuyên màng tương tự như các thụ thể bắt cặp với protein G. Các chemokine và receptor của chúng là những chất điều hòa chính đối với sự di chuyển và trưởng thành của tế bào tuyến giáp trong điều kiện bình thường và viêm. Phối tử đặc hiệu của thụ thể này là CCL25. Người ta đã phát hiện ra rằng các tế bào lympho T ở ruột non và ruột kết biểu hiện gen này một cách khác biệt. Điều này gợi ý vai trò trong việc thu hút và phát triển tế bào tuyến giáp và có thể cho phép chuyên biệt hóa chức năng của các phản ứng miễn dịch trong các đoạn khác nhau của đường tiêu hóa. Gen này nằm trong cụm gen thụ thể chemokine. Hai bản phiên mã do cắt nối thay thế đã được mô tả.